# مخمل‌ماهی جنوبی
مخمل‌ماهی جنوبی (نام علمی: Aploactisoma milesii) نام یک گونه از تیره مخمل‌ماهی است.